# Bright Simons
Bright Simons es un innovador social, empresario, escritor y comentarista social y político ghanés. Es el vicepresidente, encargado de la investigación en el Centro IMANI de Política y Educación. También es el fundador y presidente de mPedigree.

## Educación
Es un antiguo alumno del Presbyterian Boys' Senior High School (PRESEC) Legon Greater Accra Region, uno de los mejores centros de enseñanza secundaria de Ghana, donde llegó a ser Presidente del Consejo de Representantes Estudiantiles en su último año. Posteriormente obtuvo una beca para estudiar Astrofísica en la Universidad de Durham (Reino Unido).

## Carrera

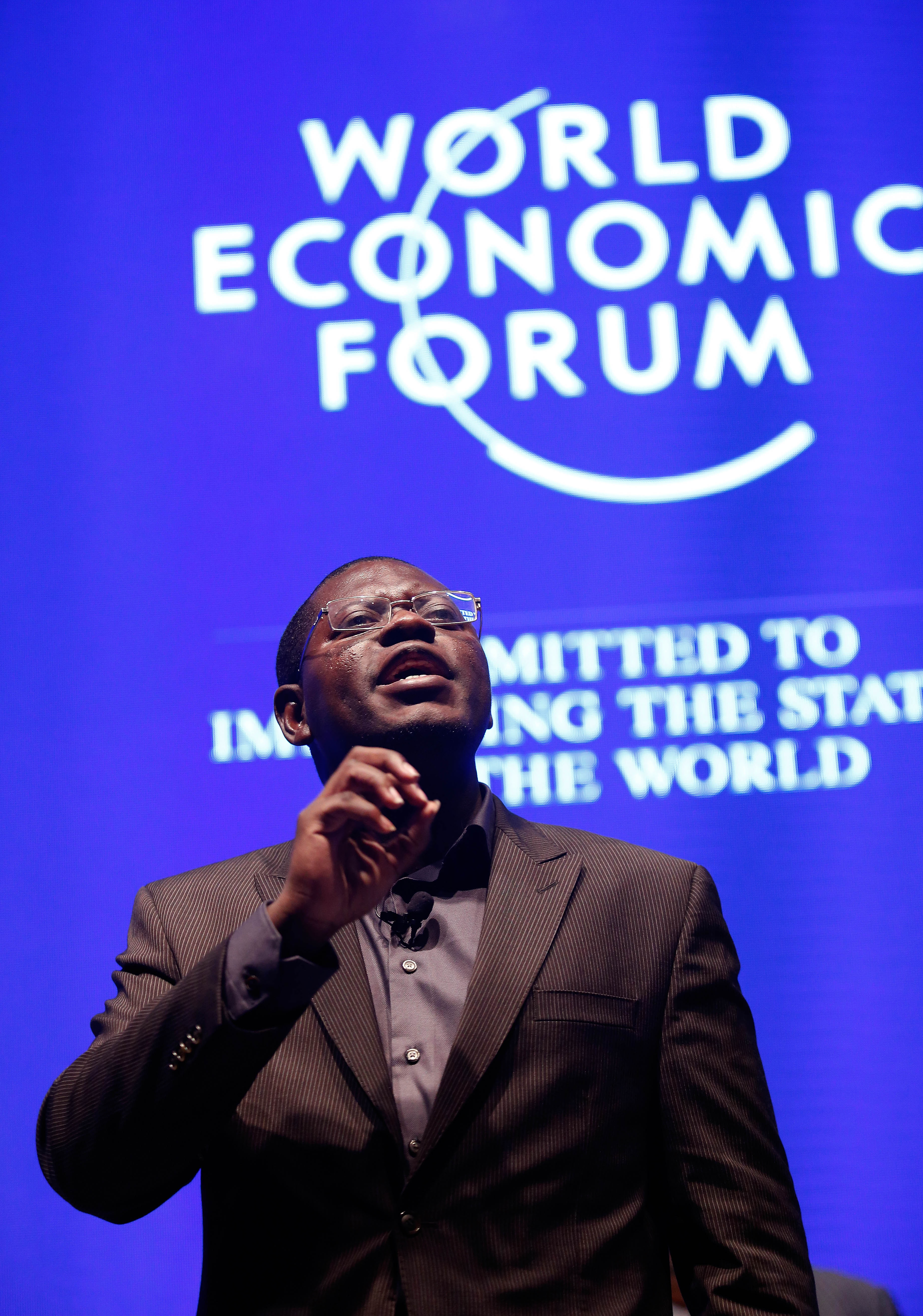
Brillante Simons hablando en el Foro Económico Mundial en 2013

Desde 2013, Bright Simons era el presidente de la red mPedigree, una autodenominada "empresa social" que destaca por su trabajo para desenmascarar a los fabricantes y distribuidores de medicamentos falsificados, y por crear un programa informático llamado Goldkeys que permite verificar determinados productos en algunos países.
Simons escribe para el Huffington Post, Harvard Business Review Digital y la revista online de la Royal African Society, African Arguments. Es colaborador habitual de los programas Business Daily de la BBC.
El Financial Times ha descrito a Bright Simons como "aterradoramente inteligente". Simons ha sido coautor de varios trabajos de investigación en IMANI.

## Honores y Reconocimiento
En 2009, Simons fue becario de TED. El Foro Económico Mundial reconoció a Simons en 2012 como Joven Líder Global y The mPedigree Network como pionero de la tecnología.
El Salzburg Global Seminar nombró a Bright Simons becario en 2011. Atribuye a su participación en Salzburgo el haber contribuido a acelerar el movimiento de la red mPedigree desde África hasta la India y China.
En 2012, The Diplomatic Courier y Young Professionals in Foreign Policy nombraron a Simons como uno de los 99 mejores innovadores menores de 33 años por su trabajo con mPedigree.
MIT Technology Review incluyó a Simons en una lista, publicada el 21 de agosto de 2013, de los 35 mejores innovadores menores de 35 años. Fue incluido en la lista por su trabajo en telecomunicaciones. El 7 de agosto de 2013, la Fundación Internacional para la Innovación en África concedió a Simons un premio a la trayectoria por su contribución a la innovación en África.
En marzo de 2016, la revista Fortune incluyó a Simons entre los 50 mejores líderes del mundo, situándolo justo por delante del primer ministro canadiense Justin Trudeau. También ha sido clasificado por Africa Youth Awards entre los 100 jóvenes africanos más influyentes de 2016.
En octubre de 2016, ganó el premio al innovador del año en los All Africa Business Leaders Awards en la categoría de África Occidental y en la de toda África, respectivamente.
En diciembre de 2017, fue anunciado como laureado del Premio Eliasson y como Tallberg Global Fellow en la ciudad de Nueva York. En 2018 fue incluido en Power Brands LIFE - Hall of Fame en el Foro Internacional para la Igualdad de Londres.
En abril de 2019, recibió el Premio Skoll al Emprendimiento Social en nombre de mPedigree.

## Afiliaciones
- Consejo asesor[23] de IC Publications, editor de New African y Africa Business, entre otros títulos.[24]
- Iniciativa Globalizadora de Ashoka, habiendo sido elegido miembro de Ashoka en 2008.[25]
- Exmiembro del Consejo Asesor de 4Afrika de Microsoft.[26]